# Congresso dei Soviet di Kiev
Il Congresso dei Soviet dei deputati degli operai, dei braccianti e dei soldati di Kiev si tenne il 4 dicembre
(17 dicembre secondo il calendario gregoriano) 1917, nel Teatro M. Sadovs'kyj, anche noto come Casa Pubblica della Trinità. Fu organizzato dal soviet regionale dei deputati degli operai e dei soldati di Kiev su richiesta delle organizzazioni 
bolsceviche ucraine e vi presero parte oltre 2500 delegati. In seguito ad una serie di reciproche accuse seguite alla condanna dell'ultimatum russo da parte del Congresso, i bolscevichi abbandonarono il Congresso e si rifiutarono di riconoscerlo.

## Contesto storico
Si trattò del primo Congresso dei soviet. Contemporaneamente, tra il 16 e il 18 dicembre, a Kiev si teneva un congresso regionale dei bolscevichi dell'Ucraina. Il Congresso Bolscevico creò un partito unito, il Partito Operaio Socialdemocratico Ucraino, guidato dal Comitato Centrale.
Il primo obiettivo era l'elezione del Presidium del Congresso, a capo del quale fu posto il Segretario onorario del Congresso Mychajlo Serhijovyč Hruševs'kyj. La questione centrale era l'"Ultimatum del Sovnarkom della Russia al Consiglio Centrale dell'Ucraina". Il 18 dicembre il Presidium condannò l'ultimatum. Il capo della fazione bolscevica e membro del comitato organizzativo Vladimir Zatonskij annunciò che c'era stato un fraintendimento siccome troppi delegati che erano presenti al Congresso non avevano diritto di voto. Zatonsky propose di annunciare una pausa ed un controllo delle generalità di ciascun delegato. Per tutta risposta, il capo dell'Associazione dei Braccianti Mykola Stasjuk dichiarò che il comitato regionale dei soviet dei deputati degli operai e dei soldati voleva falsificare la volontà del popolo ucraino dando la preferenza agli operai e ai soldati che per di più non erano neanche ucraini. Perciò, il Comitato Centrale dell'Associazione dei Braccianti s'impegnò per aumentare la rappresentanza dei braccianti al Congresso. I bolscevichi proposero di considerare il Congresso un semplice incontro consultivo, ma la proposta fu rifiutata, e i 127 deputati della fazione bolscevica abbandonarono il Congresso per protesta. Gli altri delegati riconobbero l'assemblea come un Congresso vero e proprio. Il 18 dicembre i 127 delegati bolscevichi provenienti da 49 soviet che avevano abbandonato il Congresso di Kiev si incontrarono separatamente nell'Ufficio Centrale dei Sindacati di Kiev.

## Conseguenze
Il 21 dicembre 1917 le Guardie Rosse della Repubblica Socialista Federativa Sovietica Russa, guidate da Vladimir Antonov-Ovseenko, occuparono Charkiv. Nella notte del 22 dicembre le Guardie Rosse e i bolscevichi della città disarmarono le unità militari ucraine ed arrestarono i capi del Consiglio della Città di Charkiv e della guarnigione. Il 23 dicembre i bolscevichi istituirono un revkom, ossia un comitato rivoluzionario. Il 24 dicembre il quartier generale delle Guardie Rosse ucraine fu posto nel Magazzino Commerciale in Piazza del Mercato, oggi Plošča Konstytuciï ("Piazza della Costituzione").
Tra il 24 e il 25 dicembre nell'edificio dell'Assemblea Nobiliare di Charkiv, in Piazza del Mercato, si tenne un altro I Congresso panucraino dei Soviet, questa volta riconosciuto dai bolscevichi.